# Salix lindleyana

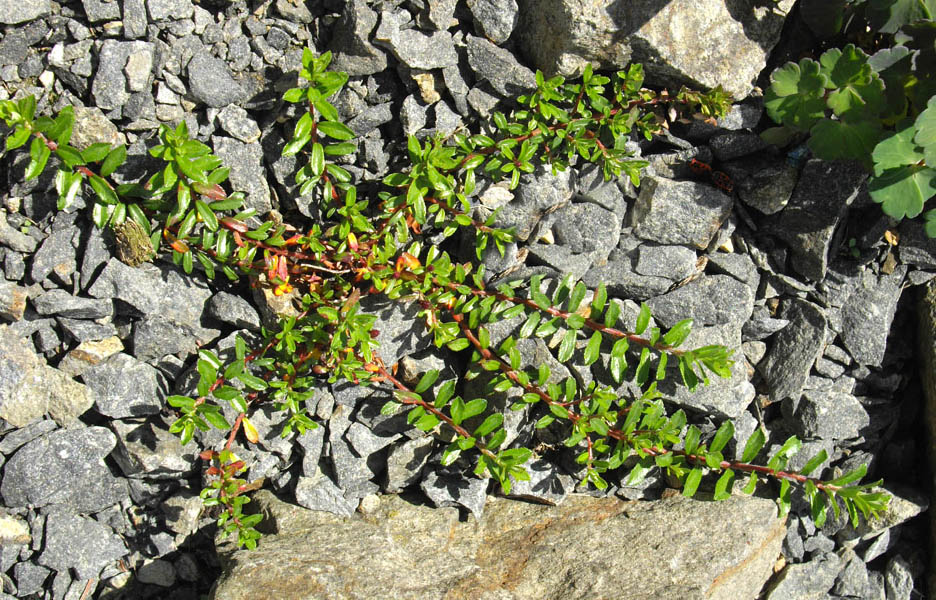
Salix lindleyana

Salix lindleyana je označení pro druh rostlin, opadavých listnatých dřevin, patřících do čeledě vrbovité.
Druh tvoří nízké drobné keře. Květy jsou jehnědy. Větve jsou tenké, přitisklé k zemi s hladkou hnědou borkou. Listy jsou eliptické lesklé. Kvete od února do dubna. Květy jsou nápadné, narůžověle červenohnědé.

## Rozšíření
Salix lindleyana je původní v horských oblastech Číny a Nepálu. Druh je široce pěstován jako okrasná rostlina, lze jej pěstovat i v ČR.

## Použití
Rostliny lze použít v ČR jako okrasné rostliny. Jsou vhodné pro pěstování v nádobách, mobilní zeleni, předzahrádky, skalky i pro trvalkové záhony. V období květu je velmi dekorativní. S ohledem na charakteristické znaky rostliny vynikne pouze v popředí, v blízkosti pozorovatele.

## Pěstování
Preferuje polostín, vhodné jsou vlhké půdy. Podle některých zdrojů jsou vhodné propustné vápenité půdy. Snáší exhalace. Dobře snáší řez. Původní druh se přirozeně rozmnožuje semeny, kultivary a pěstované rostliny jsou množeny řízkováním bylinnými, nebo dřevitými řízky.